# Сокаев, Борис Магометович
Бори́с Магоме́тович Сока́ев (осет. Сокаты Магометы фырт Борис; род. 15 декабря 1938 селение Ногкау Алагирского района Северной Осетии) — заслуженный тренер РСФСР по вольной и греко-римской борьбе, мастер спорта СССР.

## Биография
Родился 15 декабря 1938 года в селении Ногкау Алагирского района Северной Осетии. В 1949 году стал заниматься борьбой под руководством заслуженного тренера СССР Асланбека Дзгоева. В 1951 году стал чемпионом республики Северной Осетии и города Владикавказа по греко-римской борьбе, а также серебряным призёром чемпионата РСФСР по греко-римской борьбе среди юниоров. Входил в состав сборной команды РСФСР по греко-римской борьбе.
В 1964 году окончил Омский государственный институт физической культуры и работал тренером во Владикавказе.
С 1979 по 1987 года работал председателем республиканского комитета физкультуры и спорта  при Совете Министров СОАССР.
С 1987 по 1991 года работал руководителем советских специалистов в Алжире.
За время тренерской деятельности воспитал большое количество мастеров спорта, среди которых заслуженный тренер СССР по греко-римской борьбе, пятикратный чемпион мира, чемпион Европы и двукратный чемпион СССР — Виктор Игуменов, заслуженный тренер СССР и России по греко-римской борьбе — Виктор Кузнецов, чемпион Европы среди молодёжи и чемпион СССР среди кадетов по вольной борьбе — Тимур Сокаев.
Живёт во Владикавказе.

## Награды и звания
- Дважды медалями «За трудовую доблесть» (1969, 1981)
- Орден «Знак Почета» (1985)
- Болгарская медаль «За дружбу и сотрудничество» (1981)
- Отличник физической культуры СССР
- Отличник профтехобразования РСФСР